# Holubinka namodralá
Holubinka namodralá (Russula cyanoxantha (Schaeff.: Schw.) Fr.) je jedlá houba z čeledi holubinkovitých.

## Popis
Klobouk holubinky měří v průměru 5–15 cm. Je v mládí kulovitý, později nízce vyklenutý, mírně nebo více prohloubený. Má různé odstíny od modravé, modrofialové až do olivově zelené, místy vybledlý až zarůžovělý, masitý, pružný, na okraji ostrý a jen mírně rýhovaný. Pokožka klobouku je slizská, jen za vlhka mírně lepkavá, na středu tmavě žilkovaná, za sucha vrásčitá. Dá se jen těžko sloupnout.
Lupeny jsou vysoké 5 – 10 mm, čistě bílé, někdy jen mírně nažloutlé, husté a ohebné. 
Třeň je masitý, pevný, válcovitého tvaru o délce 5–10 cm. 
Dužnina houby je bílá, šťavnatá, jemné chuti a houbové vůně.
Výtrusy jsou velké 8–9×7–8 µm, skoro kulovité, bezbarvé. Barva výtrusného prachu je bílá.

## Výskyt
Holubinka namodralá roste jednotlivě, zejména v listnatých, ale i smíšených lesích od začátku června do října.

## Použití
Je to jedlá houba a jedna nejlepší z holubinek. Je velmi chutná.

## Podřazené taxony
- holubinka namodralá var. malovýtrusá (Russula cyanoxantha var. flavoviridis)
- holubinka namodralá var. Langeova (Russula cyanoxantha var. langei)
- holubinka namodralá var. zelená (Russula cyanoxantha var. peltereaui)
- holubinka namodralá var. palčivá (Russula cyanoxantha var. variata)[2]

## Synonyma
- Agaricus cyanoxanthus Schaeff. 1774
- Russula cutefracta Cooke
- Russula cutifracta Cooke 1884
- Russula cyanoxantha f. cutefracta (Cooke) Sarnari 1993
- Russula cyanoxantha f. pallida Singer 1923
- Russula cyanoxantha var. cutefracta (Cooke) Sarnari 1992[2]